# Сијера Леоне на Светском првенству у атлетици на отвореном 2019.
Сијера Леоне је учествовала  на 17. Светском првенству у атлетици на отвореном 2019. одржаном у Дохи од 27. септембра до 6. октобра петнаести пут. Репрезентацију Сијера Леона представљала је 1 атлетичарка  која се такмичила  у трци на 400 метара., 
На овом првенству представница Сијера Леонеа није освојила медаљу, нити је оборила неки рекорд.

## Учесници
Жене:
- Меги Бари — 400 м

## Резултати

### Жене
| Атлетичарка | Дисциплина | Лични рекорд | Квалификације | Квалификације | Полуфинале            | Полуфинале            | Финале                | Финале       | Детаљи |
| Атлетичарка | Дисциплина | Лични рекорд | Резултат      | Место         | Резултат              | Место                 | Резултат              | Место        | Детаљи |
| ----------- | ---------- | ------------ | ------------- | ------------- | --------------------- | --------------------- | --------------------- | ------------ | ------ |
| Меги Бари   | 400 м      | 51,36 НР     | 52,16 ЛРС     | 7. у гр. 4    | Није се квалификовала | Није се квалификовала | Није се квалификовала | 30 / 47 (48) |        |